# 1487

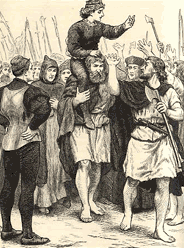
Lambert Simnel wordt door supporters van het Huis York tot koning van Engeland uitgeroepen

Het jaar 1487 is het 87e jaar in de 15e eeuw volgens de christelijke jaartelling.

## Gebeurtenissen
januari
- 2 - Albrecht IV van Beieren huwt Cunigonde van Oostenrijk.

februari
- 16 - Karel van Angoulême huwt Louise van Savoye.

april
- 5 - Vrede van Sint-Jacobus: De Stad Luik krijgt zijn privileges terug.
- 21 tot 11 november - Tirools-Venetiaanse Oorlog
- 28 - Prins-bisschop Johan van Horne van Luik verheft de vredesartikelen van Sint-Jacobus tot wet. Een deel van de wetten is nog steeds van kracht, en geldt daarmee als de oudste nog bestaande wet in België.

mei
- 7 - De ontdekkingsreizigers Afonso de Paiva en Pêro da Covilhã vertrekken uit Portugal om het rijk van Pape Jan te vinden.

juni
- 16 - Slag bij Stoke Field: Hendrik VII van Engeland verslaat een opstandig legertje   onder de Yorkisten John de la Pole en Lambert Simnel, die beweert Eduard Plantagenet te zijn. Einde van de claims van het Huis York op het koningschap.

juli
- juli - De Moscovische grootvorst Ivan III verovert Kazan, en zet een marionet, Möxämmädämin, op de troon van Kazan. Hiermee wordt het kanaat Kazan een vazalstaat van het Russische Rijk

augustus
- augustus - Bartolomeu Dias vertrekt op een ontdekkingsreis zuidwaarts langs de kust van Afrika.

september
- 8 - Maria van Saint-Pol huwt Frans van Bourbon-Vendôme.
- september - In Vlaanderen breekt een opstand uit tegen het Habsburgse gezag. Gent verwelkomt een Frans garnizoen.Begin van de Tweede Vlaamse Opstand tegen Maximiliaan.

december
- december - Bartolomeu Dias bereikt Walvisbaai.

zonder datum
- Het Malleus Maleficarum wordt voor het eerst gedrukt.
- Zevenaar ontvangt stadsrechten.

## Beeldende kunst

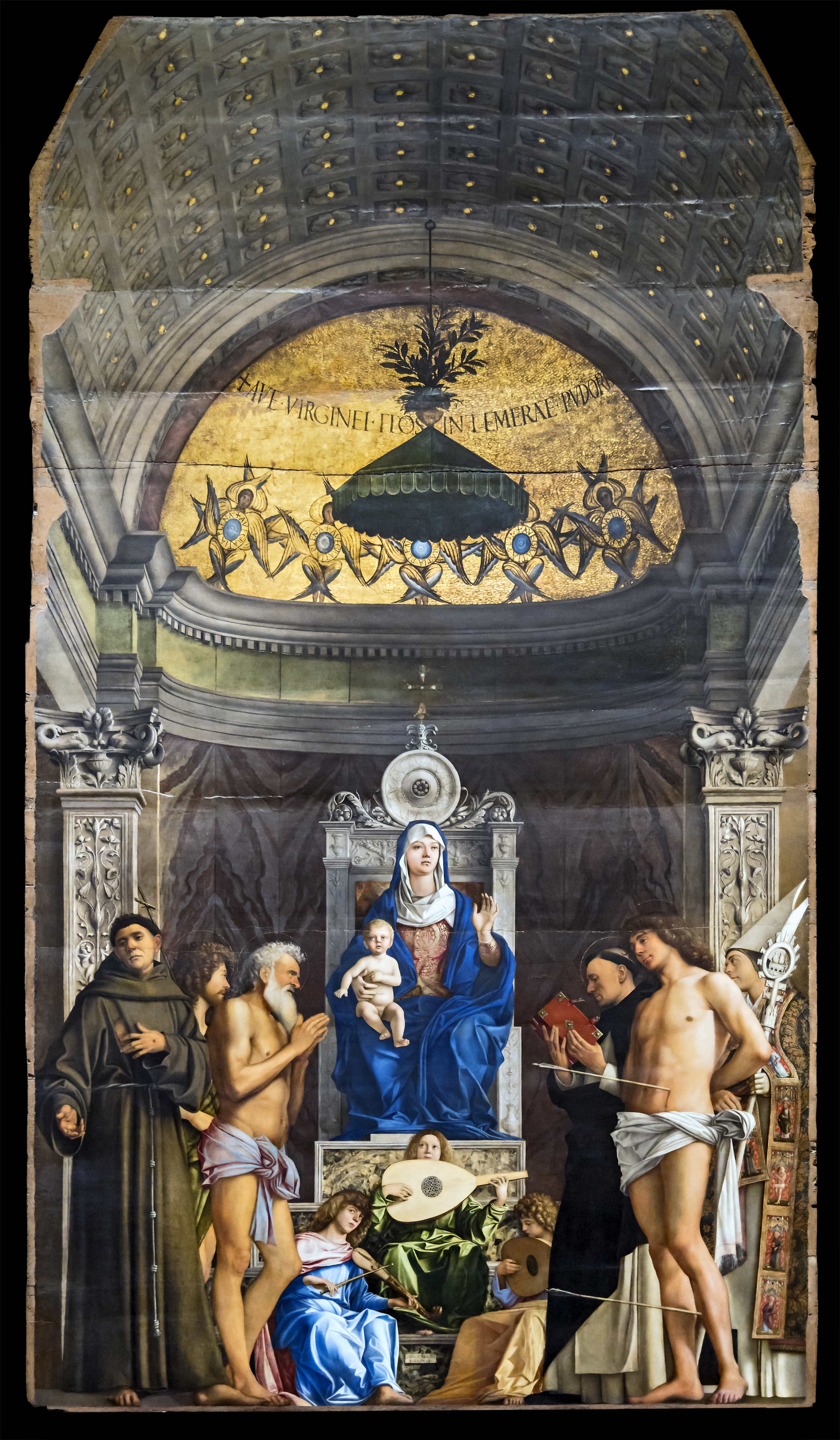
Giovanni Bellini: Altaarstuk van San Giobbe
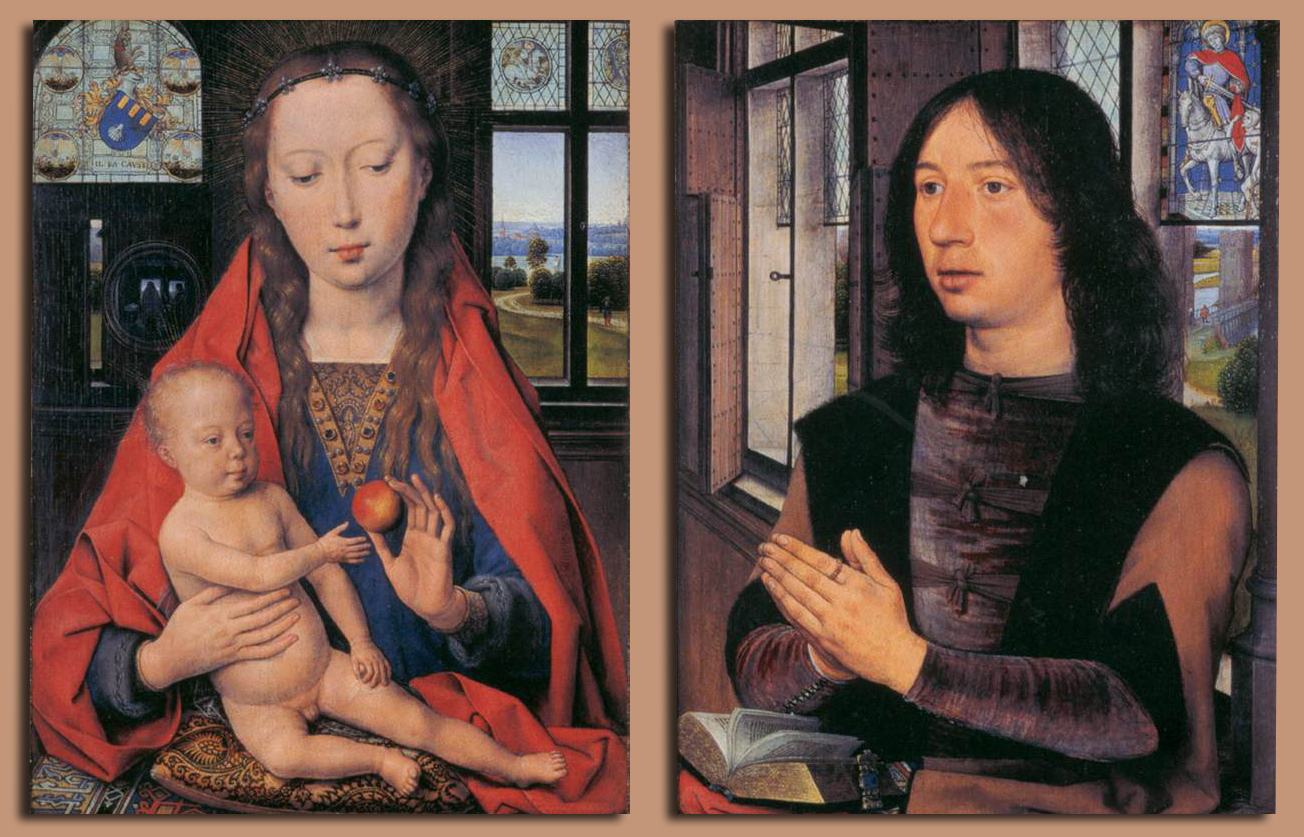
Hans Memling: Diptiek van Maarten Nieuwenhove
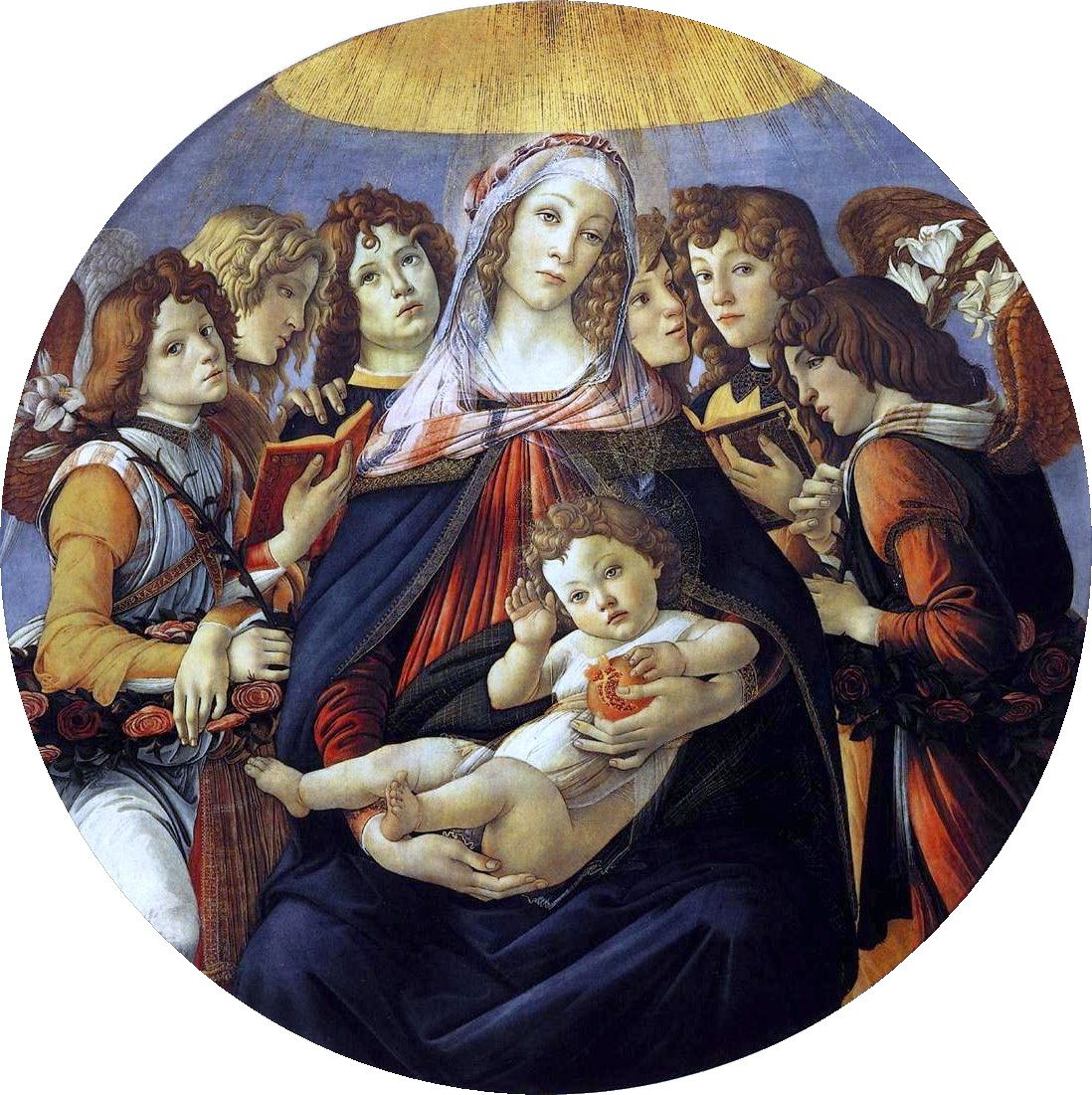
Sandro Botticelli: Madonna met granaatappel
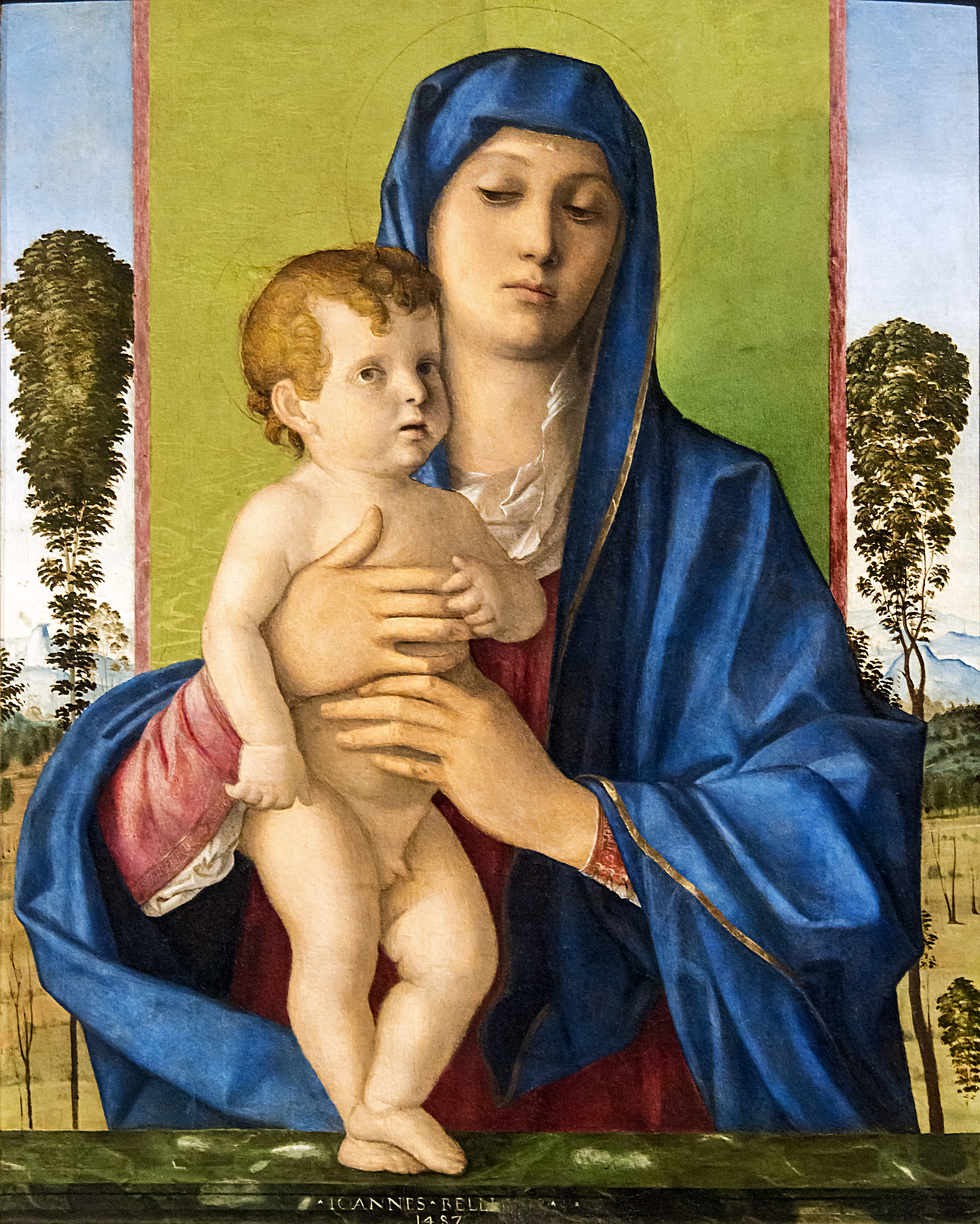
Giovanni Bellini: Madonna met de boompjes
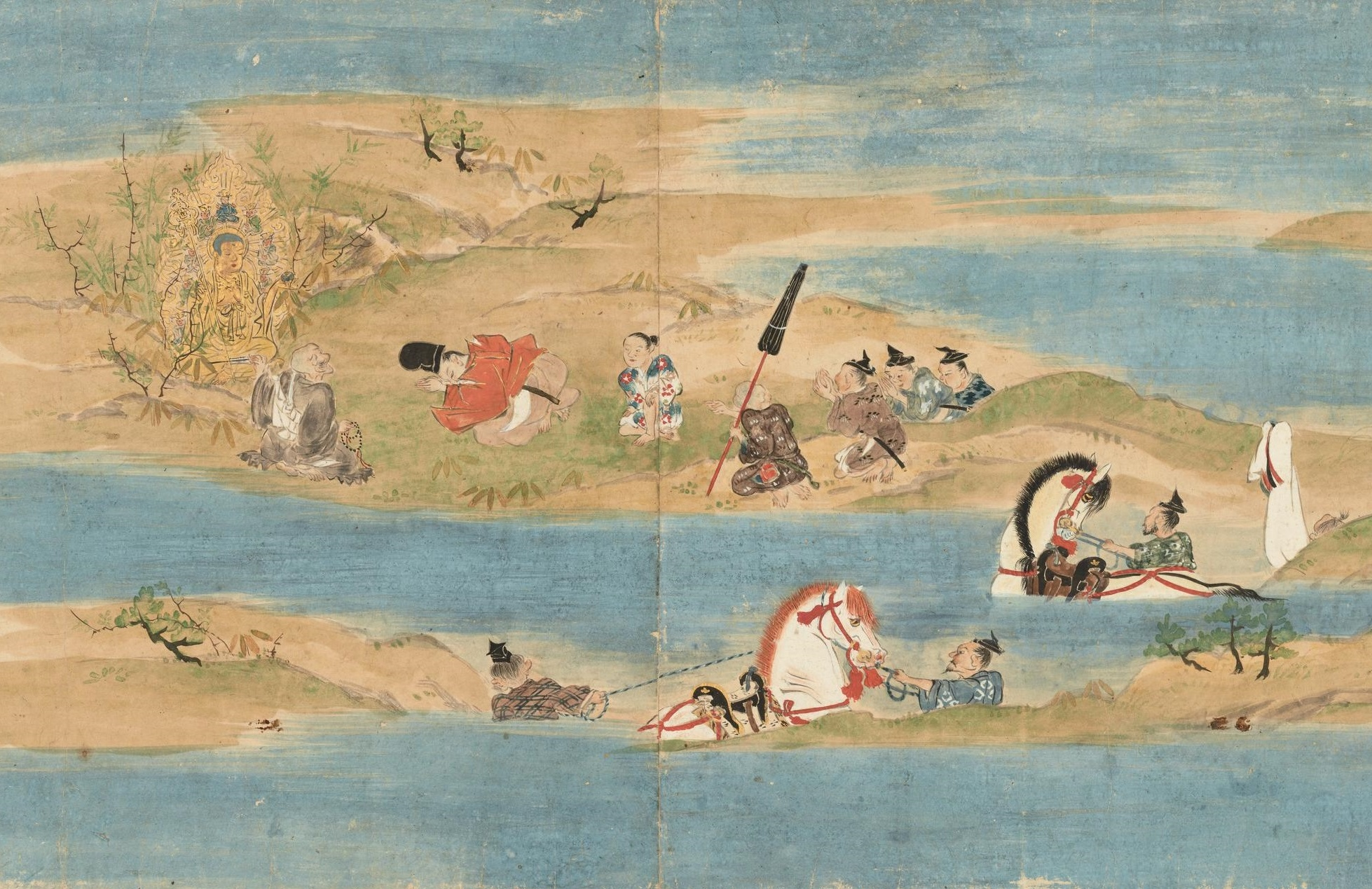
Tosa Mitsunobu: Seiko-ji engi emaki

## Opvolging
- China (Ming) - Chenghua opgevolgd door zijn zoon Hongzhi
- Dominicanen - Gioacchino Torriani als opvolger van Barnaba Sansoni
- Granada - Mohammed XIII opgevolgd door Mohammed XII
- Baden-Sausenberg - Rudolf IV opgevolgd door zijn zoon Filips

## Afbeeldingen

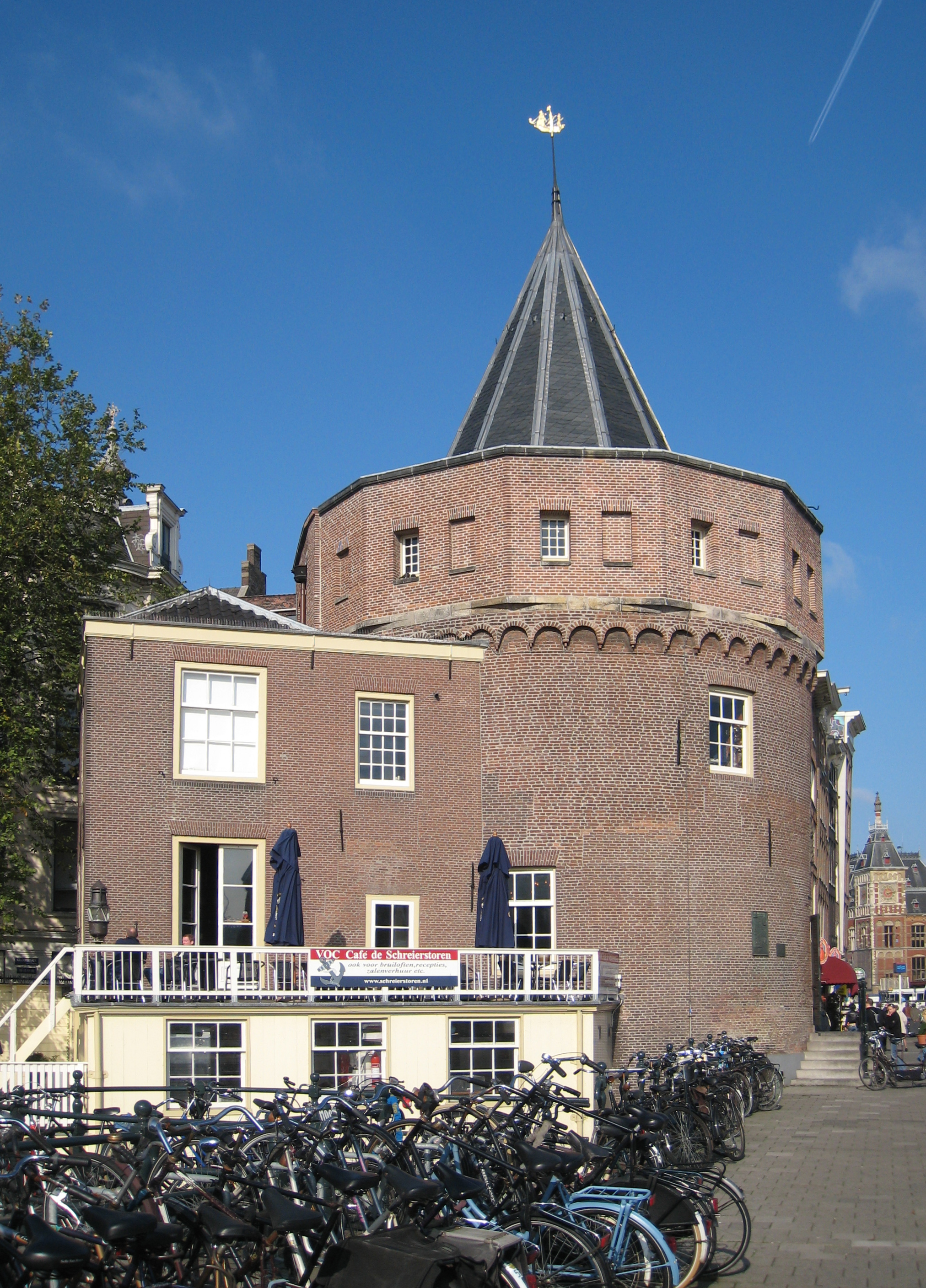
Schreierstoren, Amsterdam (gebouwd ca. 1487)
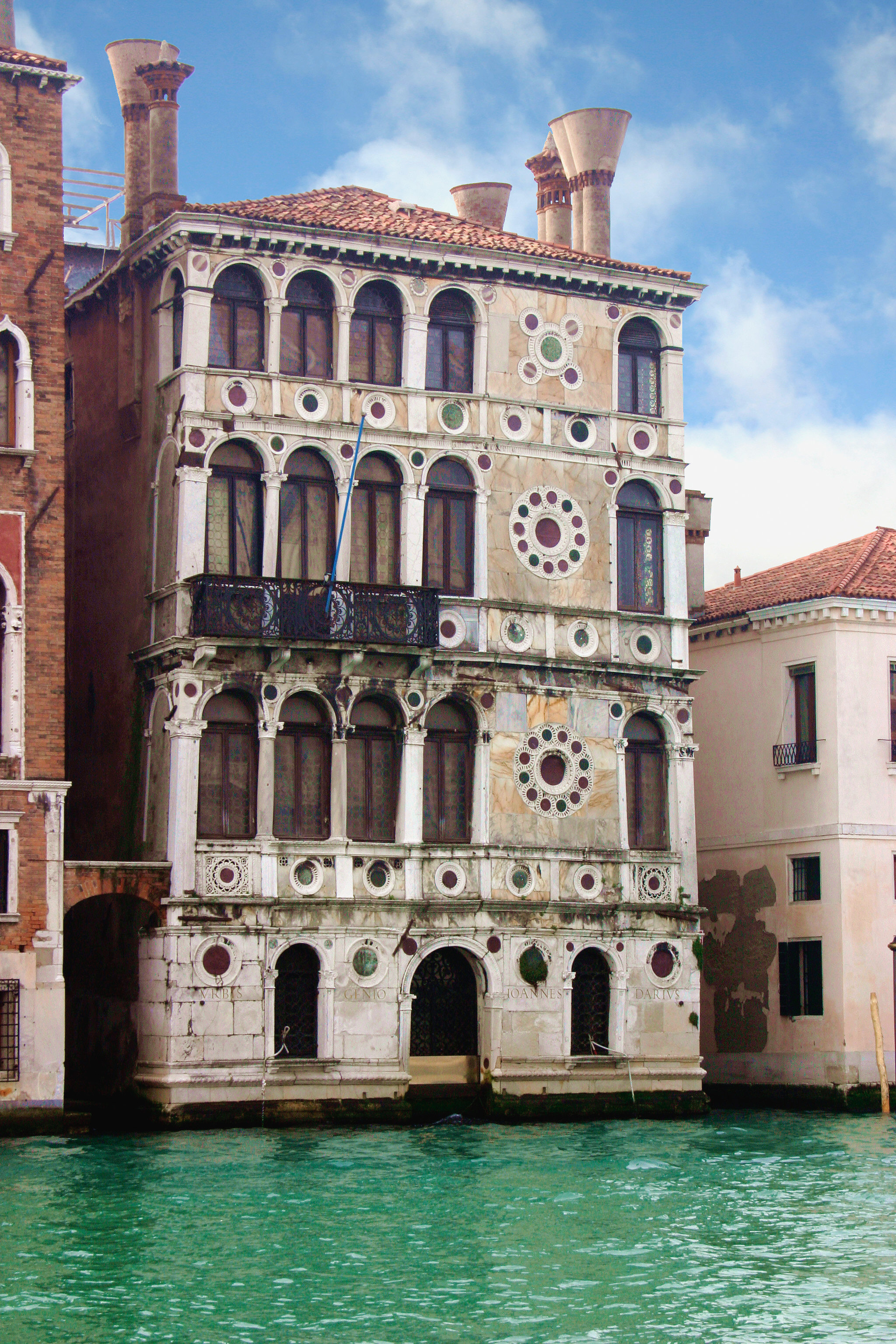
Ca' Dario, Venetië (gebouwd ca. 1487)

## Geboren
- 1 januari - Catharina van Mecklenburg, echtgenote van Hendrik van Saksen
- 16 januari - Hendrik van Herxen, Nederlands geestelijke
- 2 februari - Johan Zápolya, vorst van Transsylvanië (1526-1540)
- 8 februari - Ulrich, hertog van Württemberg (1498-1550)
- 15 februari - Hendrik van Beieren, Duits bisschop
- 10 april - Willem de Rijke, graaf van Nassau-Dillenburg
- 5 juli - Johann Gramann, Duits predikant and lyricist
- 14 juli - Ismail I, sjah van Perzië (1501-1524)
- 27 augustus - Anna van Brandenburg, Duits edelvrouw
- 10 september - Julius III, paus (1550-1555)
- 3 november - Melin de Saint-Gelais, Frans dichter
- Gerrit van Assendelft, Nederlands jurist
- Magdalena de la Cruz, Spaans kloosterzuster
- Christoffel van Brunswijk-Wolfenbüttel, aartsbisschop van Bremen
- Piotr Gamrat, Pools aartsbisschop
- Filips van Lannoy, Zuid-Nederlands staatsman
- Georgius Macropedius, Nederlands humanist en toneelschrijver
- Johan van de Palts, Duits edelman
- Alfons VII van Ribagorça, Spaans edelman
- Yokota Takatoshi, Japans samoerai
- Lucianus, heer van Monaco (jaartal bij benadering)
- Johanna van Ranst, Brabants edelvrouw (jaartal bij benadering)
- Michael Stifel, Duits wiskundige (jaartal bij benadering)

## Overleden
- 20 maart - Johan van Beaumont (~67), Frans-Spaans edelman
- 21 maart - Nicolaas van Flüe (~69), Zwitsers kluizenaar
- 12 april - Rudolf IV van Sausenberg (~60), Duits edelman
- 16 juni - John de la Pole (~24), Engels edelman
- 16 juli - Charlotte (43), koningin van Cyprus (1458-1460)
- 9 september - Chenghua (39), keizer van China (1464-1487)
- 30 september John Sutton (86), Engels edelman
- 5 oktober - Wenceslaus II van Zator, Silezisch edelman
- 27 november - Sigismund III van Anhalt (~31), Duits edelman
- 14 december - Mara Branković (~71), Servisch prinses
- Lodewijk van Bourbon-Roussillon, Frans edelman
- Tlacaellel (~90), Azteeks geestelijke
- Francis Lovell, Engels edelman (vermoedelijke jaartal)